# トルブチェフスク

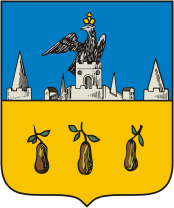
トルブチェフスクの市章

座標: 北緯52度32分 東経33度46分 / 北緯52.533度 東経33.767度
トルブチェフスク（露: Трубчевск、英: Trubchevsk）は、ロシア西部のブリャンスク州南部にある都市。ウクライナとロシアの接する国境にほど近い。人口は2002年国勢調査で16,342人。1989年ソ連国勢調査では16,301人であった。
州都ブリャンスクの南95キロメートルにある。ドニエプル川の支流デスナ川が流れる町で、右岸から支流のネルッサ川が合流している場所にある。

## 歴史

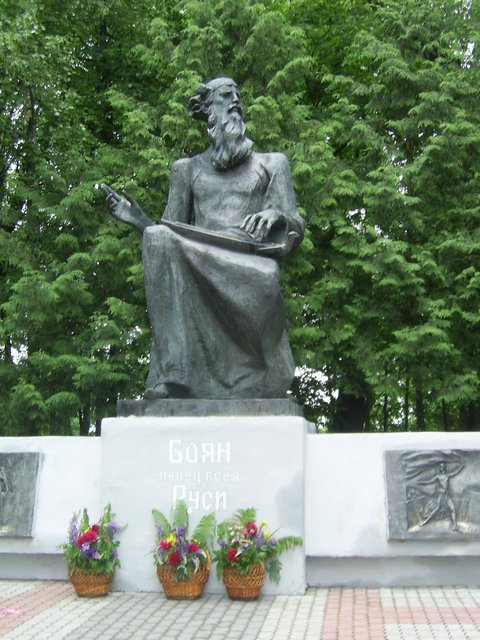
トルブチェフスクの1000年記念碑。叙事詩を歌う詩人

トルブチェフスクは、かつてシヴェーリアと呼ばれた地方でも古い歴史を持つ町である。東スラブ語の写本では、12世紀後半にトルベツク（Трубецк）の名でチェルニーヒウ公国の町として登場する。1164年に（あるいは1185年に）起こったポロヴェツ（クマン人）との戦いの記事の中で登場しているのが確認できる最古の記録だが、地元では975年を創建の年と考えている。当初はトルベツクのほかにも、トルベチ（Трубечь）、トルベジスク（Трубежск）などの名で現われており、いずれも「（狭い）川」という語に由来する。
トルブチェフスクはポロヴェツとの戦いを描いたロシアの古い叙事詩『イーゴリ遠征物語』にも登場しており、主要な登場人物であるフセヴォロド・スヴャトスラヴィチはトルブチェフスクおよびクルスクの公である。
シヴェーリアの小さな町であったトルブチェフスクは、中世には何度か独自の公をもつ公国（トルブチェフスク公国）の中心となった。1164年から1196年、1202年から1211年、1212年から1240年（モンゴルのルーシ侵攻で破壊）、1378年から1399年、そして1462年から1503年にトルブチェフスク公（トルベツク公）が活動していた。14世紀以降はリトアニア大公国などに仕えていたが、1503年にモスクワ大公国に併合され、最後の公の子孫はトルベツコイ公爵家となった。同家はリトアニア大公国のアルギルダスの息子ドミトリユス・アルギルダイティスの血を引く名門の家系である。大動乱の最中の1609年から、1644年までの間はポーランド・リトアニア共和国のロシアに接する領土となりトルブチェウスク（Trubczewsk）となった。 
17世紀には麻の栽培で栄え、麻の縄や繊維製品、麻の実油などを生産していた。1778年には地方行政改革で市の地位を認められ、郡の中心地となった。
第二次世界大戦（独ソ戦）では1941年10月9日にドイツ国防軍に占領され、1943年9月18日にブリャンスク攻勢を進める赤軍ブリャンスク戦線により奪還された。

## 文化
19世紀以来、交通や物流の大動脈から外れた町となったトルブチェフスクは、大きな産業が立地しておらず古いたたずまいが残る。
トルブチェフスクには16世紀の至聖三者聖堂（Троицкий собор）、17世紀の救世主顕栄大聖堂（Преображенская церковь）、18世紀の生神女庇護聖堂（Покровская церковь）ほか、19世紀の聖堂も多く残る。住宅の古いものは17世紀に遡る。
市内には博物館およびプラネタリウムもある。

## 産業
トルブチェフスクには電子産業、食品工業、繊維工業、製材業などの産業が立地する。
モスクワ・ブリャンスク・キエフを結ぶ鉄道本線から分岐した長さ36キロメートルほどの支線がトルブチェフスクで終点となっている。